# Acta de los Nublados
Recibe el nombre de Acta de los Nublados el documento emitido por las autoridades de la Intendencia de León, en la Capitanía General de Guatemala, en el que expresaron su postura ante el Acta de Independencia de Centroamérica. Fue elaborado el 28 de septiembre de 1821, y en su redacción participaron el Obispo Nicolás García Jerez, y la Diputación Provincial de Nicaragua.

## Relación de hechos

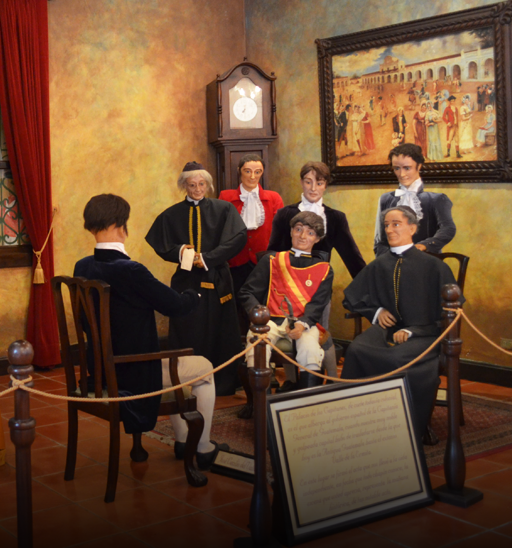
la representación de la firma del acta del 15.sept.1821 en el Parque Xetulul, en Guatemala. Resalta el presbítero salvadoreño Dr. José Matías Delgado y de León, último comisario del Santo Oficio en la Intendencia de San Salvador.

El 29 de septiembre de 1821, llegó a la ciudad de León la copia del Acta de Independencia emitida por las autoridades de la ciudad de Guatemala. Posteriormente, el día 27, llegó el bando de Gabino Gaínza, que proclamaba la independencia guatemalteca. Ante las noticias, el Intendente Miguel González Saravia y Colarte decidió convocar a la Diputación Provincial y al Obispo Nicolás García Jerez, sujeto fiel a la monarquía española,  para tratar tales asuntos de importancia.
Una vez discutido el tema, redactaron un oficio que fue remitido a todos los ayuntamientos de la Provincia; dicho documento sería conocido como el Acta de los Nublados, debido a que en su segundo apartado proclamaba la independencia del Gobierno español, “hasta tanto que se aclaren los nublados del día”.
De acuerdo al historiador Chester Zelaya, el escrito declara la independencia con respecto a las autoridades de Guatemala de manera unilateral, sin hacer consulta alguna a los habitantes de la Provincia, además se expresa el deseo de autonomía que ya había sido expuesto en 1812, para que en León se crease una Capitanía general. Sin embargo, la sección por la que se conoce el acta, aparenta establecer un "compás de espera", por si el rey Fernando VII hubiese decidido enviar refuerzos para sofocar los movimientos independentistas. Asimismo, en su cuarto punto, contiene una prevención ante cualquier intento de sublevación en la Provincia: "...el Gobierno castigará severamente a los perturbadores de la tranquilidad pública, y desobediencias a las autoridades."
El acta fue puesta en circulación junto al Acta de Independencia, la cual fue retenida varios días, quizá para evitar que los habitantes acogieran primero lo acordado en Guatemala.
Por su parte, el Ayuntamiento de León mantuvo una actitud contraria a la Diputación en un primer momento. No obstante, entre sus miembros existían dudas, por lo que mandaron una comisión ante dicha Diputación, y también invitaron al Intendente González Saravia para dar las explicaciones necesarias. Al final acogieron lo resuelto en el Acta de los Nublados. Para el día dos de octubre, las autoridades de la ciudad de Granada recibieron la noticia de la independencia y el acta de León, y acogieron lo dictado en Guatemala, rechazando el Acta de los Nublados.